# Grace Decca
Pour les articles homonymes, voir Decca.
Grace Decca, de son vrai nom Ndom’a Deccah Grace, née le 23 septembre 1966, est une chanteuse camerounaise originaire de Douala. Elle est initiée à la musique en 1983 par son frère ainé Ben Decca, célèbre chanteur de Makossa. Elle accompagne son frère et d'autres artistes de renom tel que Jean Jacques Goldman sur diverses chansons avant de se lancer dans une carrière solo en 1989 avec son premier album intitulé Besoin d'amour. Après 5 albums Makossa parus entre 1989 et 2001 et une longue pause discographique d'une douzaine d'années, elle fait son retour sur la scène musicale camerounaise en 2014 avec un album Gospel intitulé Mouna. En 2022, elle présente un nouveau maxi-single intitulé Challenge.

## Biographie

### Enfance et vie familiale
Née au Cameroun dans la ville de Douala, Grace Decca est la sixième d'une famille de 11 enfants. Son père est expert automobile et sa mère pédagogue. Sa famille, bien connue de la scène musicale camerounaise, est une famille de musiciens qui compte 4 artistes réputés dont son frère ainé Ben Decca, sa sœur cadette Dora Decca et son jeune frère Isaac Decca. Elle est par ailleurs la nièce du feu Eboa Lotin et l'arrière-petite-fille du musicien Lobe Lobe Rameau, l'un des pionniers du Makossa.
Grace Decca est mariée à Jean Paul Nana Sandjo, ancien DG de la Compagnie aérienne camerounaise Camair-Co et est mère de plusieurs enfants, dont Arnold Clay Nana Sandjo Decca (né en 1995) qui a longtemps résidé au Canada avant de suivre sa scolarité en France, et de Ange Glory Nana Sandjo Decca (né en 2011).

### Éducation
Grace Decca est titulaire d'un DEA en communication (sciences de l'éducation) obtenu en France en 1998. En effet, après l'obtention de son baccalauréat, Grace Decca quitte le Cameroun pour la France afin d'y poursuivre ses études. Elle obtient tour à tour un DEUG en culture et communication, un BTS en outils de gestion, une Licence puis une Maitrise en Communication et enfin 1 DEA (Diplôme d’études approfondies).

### Carrière
Elle est introduite dans la musique au début des années 1980 par son frère ainé, Ben Decca, pour qui elle fait des chœurs. En 1983 celui-ci l'invite sur son single "Na sengui bobe" qui sera un grand succès. En 1987, elle pose sa voix dans les chœurs du titre À nos actes manqués du célèbre chanteur français Jean-Jacques Goldman.
Elle accompagne son frère sur plusieurs chansons entre 1984 et 1989 avant se lancer dans une carrière solo. Interprète et auteur-compositeur, Grace Decca sort en 1989 son tout premier album avec pour titre Besoin d’amour. L'album de 5 titres est vendu à plus 150 000 exemplaires au Cameroun et permet à l'artiste de véritablement se faire connaitre du grand public.
En 1993, elle sort son second album Doi La Mulema qui rencontre un succès encore plus grand que le premier et lui permet de s'imposer sur la scène internationale.
5 ans après le succès de cet album, Grace Decca revient en 1998 avec un troisième album intitulé Appelle-moi Princesse avec lequel elle remporte de nombreuses récompenses dont le meilleur album féminin de l’année, meilleure vente féminine de l’année, prix Bertrand Folon pour la maturité artistique et des récompenses au Gabon, Côte d’Ivoire, France, etc...
En 2001, elle sort son quatrième album, "Donne-moi un peu d'amour". Un album de 8 titres produit par J.P.S Productions qui remporte aussi de nombreuses récompenses.
Elle crée plus tard son label GNS Productions sous lequel elle évolue désormais. Elle y produit également quelques jeunes artistes à l'instar de Joly Din et de son frère cadet Isaac Decca ainsi que des spectacles tels que : le Decca Show, Grace pour Eseka.

### Mouna, le retour
Treize ans après la sortie l'album Donne-moi un peu d'amour, Grâce Decca revient sur la scène musicale avec un album d'un style tout à fait différent des 4 précédents. En effet, pour ce cinquième album, Grace Decca choisit le gospel. L'album qui porte le nom de Mouna (Fardeau en langue Douala) est entièrement produit aux États-Unis par George Duke qui écrit deux chansons sur cet album. Pour la réalisation de cet album de 13 titres chantés en anglais, français et douala, Grace Decca bénéficie de la participation de musiciens américains de renom tels que Sheila E., Jeffrey Osborne, Jonathan Butler, Chino XL, Paul Jackson Jr., Kirk Whalum, Sarah Thornton, Alex Al, Teddy Campbell, Howard Hewett et Erik Zobbler.
En 2022, elle sort Challenge, un maxi-single de 2 titres. La présentation officielle du projet se tient au Douala Grand Mall le 4 décembre 2022.

## Discographie

### Albums
- 1989 : Besoin d’amour
- 1992 : Le Duo D.K
- 1993 : Doï La Mulema
- 1998 : Appelle-moi Princesse
- 2001 : Donne-moi un peu d’amour
- 2014 : Mouna
- 2022: Challenge (EP)

### Collaborations
- 1983 : Na sengui bobe;Osi Dimbea; Eyala Ngo... avec Ben Decca
- 1987 : À nos actes manqués de Jean-Jacques Goldman
- 2002 : Associé avec Elvis Kemayo
- 2003 : Bébé d'amour et Muna d'Isaac Decca
- 2005 : Mokili mobimba avec Nyboma
- 2014: These are my People avec Jonathan BUTLER et You Turn My Life Around Avec Geoffrey Osborne dans son Album MOUNA

## Prix et Récompenses/Records
- 1993: Meilleur album féminin de l'année
- 1993: Meilleure artiste féminine
- 1993: 2 nominations aux Africar Music Awards à Abidjan
- 1998: Meilleur album féminin de l'année avec "Appelle-moi princesse"
- 1998: Meilleure Vente féminine de l'année
- 1999: Album féminin de l'année
- 2001: Prix Bernard Folon pour la maturité artistique
- 2002: Meilleure vente féminine de l'année Donne-moi un peu d'amour
- 2002: Meilleur album Makossa et féminin de l'année
- 2003: Prix de l'excellence artistique aux African Ladies